# Deštná, Blansko
Deštná là một làng thuộc huyện Blansko, vùng Jihomoravský, Cộng hòa Séc.